# Julije Rorauer
Julije Rorauer (Senj, 11. travnja 1859. – Beč, 4. prosinca 1912.), hrvatski književnik i kazališni kritičar.
Doktorirao je pravo te radio kao tajnik u Kraljevskoj zemaljskoj vladi, a zatim profesor Pravnog fakulteta Zagrebu. Kazališne kritike objavljivao je u "Obzoru", a feljtone u "Agramer Zeitungu". Napisao je niz salonskih kozmopolitskih drama iz aristokratskog života. Uređivao je glavno glasilo Hrvatske stranke prava dnevni list Obzor od br. 57 do 83 1886. godine.

## Djela
- "Maja"
- "Sirena"
- "Naši ljudi"